# 公立常春藤
公立常春藤（英語：Public Ivies）是指一些可以提供常春藤盟校教育体验，但只需公立学校价格的公立大學。《The Journal of Blacks in Higher Education》杂志将她们比作是“成功地和常春藤盟校在学术领域竞争......吸引超级明星级别的教授，争夺最好和最聪明的生源”。

## 名单

### Moll
这个词最早是Richard Moll在他的书《公立常春藤：美国最好的公众本科及學院指南》（1985）中创造的。Moll是聖塔克魯茲加利福尼亞大學、鮑登學院及瓦薩學院的招生委员会主任，他走遍全美國考察高等教育品質。特别地，他指出了八所（和常春藤盟校的数量一致）被他认为是从外在到内涵都和常春藤盟校一致的公立学校：
- 威廉與瑪麗學院
- 邁阿密大學 (俄亥俄州)
- 加利福尼亞大學[2]
- 密歇根大學
- 北卡羅萊納大學
- 德克薩斯大學
- 佛蒙特大學
- 維吉尼亞大學

### Howard和Greene
2011年，Howard和Matthew Greene的《公立常春藤：美国公立大学的旗舰》，将公立常春藤的名单扩展到包括30所院校：
- 宾汉姆顿大学
- 威廉與瑪麗學院
- 印第安纳大学
- 邁阿密大學
- 密西根州立大學
- 俄亥俄州立大學
- 賓夕法尼亞州立大學
- 罗格斯大學
- 亞利桑那大學
- 加州大學柏克萊分校
- 加州大學戴维斯分校
- 加州大學欧文分校
- 加州大學洛杉磯分校
- 加州大學聖地牙哥分校
- 加州大學聖塔芭芭拉分校
- 科羅拉多大學
- 康乃狄克大學
- 特拉華大學
- 佛羅里達大學
- 佐治亞大學
- 伊利諾伊大學
- 愛荷華大學
- 馬里蘭大學
- 密歇根大学
- 明尼苏达大学
- 北卡罗来纳大学
- 德克薩斯大學
- 維吉尼亞大學
- 華盛頓大學
- 威斯康辛大學

### 其它
另外有一些其他的学校有时也被引做公立常春藤。部分的原因是因为这个词已经被接受进入大众文化，其他的原因则是这些院校自身努力的结果。比如，根据美国新闻和世界报告排名，《Journal of Blacks in Higher Education》杂志认为，除了上述这些，佐治亚理工学院也可以被认作是“公立常春藤”。
尽管没有被包括在上述的名单中，莫瑞州立大学将“肯塔基的公立常春藤”这样的语句放置在它的官方标志上。纽约州立大学杰纳苏分校也自称是“公立常春藤”。

## 评价
美国的大学见证了飞速膨胀的学生数，这使得公立教育的品質变得日益重要。公立常春藤代表了那些学生可以用便宜的价格享受和私立大学同等教学品質的学校。一些例外确实是存在的，比如密歇根大学在教学品質方面排名很高，但它同时收取和私立学校相近的学费。《Kiplinger's Personal Finance》杂志根据2/3教学品質、1/3财政经费来给大学排名。在2007年，全国对州内学生和州外学生最有价值的学校分别是北卡罗来纳大学教堂山分校和紐約州立大學賓罕頓分校。

## 比较

### 排名声誉
Moll和Greenes的名单都没有指出学校的名望的问题。也没有公立常春藤学校和其他院校直接的直接比较。许多被列为公立常春藤的学校拥有数量巨大的教授团队或校友，他们在各自领域获得了诸多奖项，包括诺贝尔奖、菲尔茨奖和普利策新闻奖。一些被Richard Moll和Howard、Matthew Greene指作公立常春藤的学校，在多个美国新闻和世界报告进行的调查中持续排在前列。比如美国新闻和世界报告将柏克萊加州大學排在机械工程的前三名，而药学的前三名则分别是旧金山加州大学、德克薩斯大學奧斯汀分校和北卡罗来纳大学教堂山分校。然而，在一般排名中，美国新闻和世界报告一直将常春藤盟校排在前列。例如，排名最高的公立常春藤柏克萊加州大學在美国排名第20，而最低的常春藤盟校布朗大学排名第15。

### 体育竞技
一个常春藤盟校和大多数公立常春藤学校之间的区别是它们对校际体育竞技比赛的参与程度。常春藤盟校的特征是不设立体育奖学金，运动员只有在即使他们不参加体育运动活动也有资格和能力拿到经济资助的情况下才会拿到奖学金。相比之下，许多“公立常春藤”学校参加了主要的体育竞技联盟比如大东联盟、十大联盟、十二大联盟、大西洋联盟、东南联盟或十太平洋联盟，他们用参加比赛的收入利润（如果有）设立体育奖学金（这些收入一大部分来自美国职业橄榄球或美国职业篮球）。威廉與瑪麗學院、邁阿密大學和佛蒙特大學是例外，他们的体育竞技水準尚可，但是不发放奖学金。